# Parachelifer superbus
Parachelifer superbus es una especie de arácnido del orden Pseudoscorpionida de la familia Cheliferidae.

## Distribución geográfica
Se encuentra en Alabama y Florida (Estados Unidos).